# Banesh Hoffmann
Banesh Hoffmann (Richmond, 6 de setembro de 1906 — 5 de agosto de 1986) foi um matemático e físico britânico, conhecido por sua associação com Albert Einstein.

## Obras
- Albert Einstein, Creator and Rebel, Viking Press 1979 (com colaboração de Helen Dukas)
  - Edição em alemão Albert Einstein. Schöpfer und Rebell, Dietikon-Zürich, Belser 1976
- com Helen Dukas Albert Einstein, the human side: New glimpses from his archives, Princeton University Press 1979
- Erinnerungen an Einstein in Harry Woolf (Editor) Some strangeness in proportion, Addison-Wesley 1979
- Einsteins Ideen: das Relativitätsprinzip und seine historischen Wurzeln, Spektrum Akademischer Verlag 1988
- Relativity and its roots, Scientific American Books, Freeman 1983
- About vectors, Dover 1975
- The tyranny of testing, Nova Iorque, Crowell-Collier 1962